# 목타
목타(木吒)는 도교에서 추앙하는 신으로, 금타(金吒)의 동생이며 나타(哪吒)의 형이다.
중국의 민화 및 설화의 등장 인물로, 《서유기(西遊記)》, 《봉신연의(封神演義)》 등에 등장하기도 한다.

## 봉신연의에서의 목타
이정(李靖)의 아들로, 금타(金吒)의 동생이며 나타(哪吒)의 형이다. 보현진인(普賢眞人)의 제자이며, 나타가 이정을 죽이려 할 때 금타와 함께 나타를 막았다. 이후 구룡도(九龍島)의 사성 중 하나인 이흥패(李興覇)를 죽이는 데 공헌하는 등 이정, 금타, 나타와 함께 봉신(封神) 계획을 위해 힘쓴다.